# Acanthodactylus opheodurus
Acanthodactylus opheodurus es una especie de lagarto del género Acanthodactylus, familia Lacertidae, orden Squamata. Su masa corporal es de aproximadamente 5,69 g.

## Distribución
Se distribuye por Asia: península arábiga, Arabia Saudita, Kuwait, Israel, Jordania, Irak, Yemen, Omán, Emiratos Árabes Unidos y Catar.

## Taxonomía
Fue descrita por Arnold en 1980.
Tratamiento taxonómico
La especie aparece registrada y publicada en The scientific results of the Oman flora and fauna survey 1977 (Dhofar). The reptiles and amphibians of Dhofar, southern Arabia. JOURNAL OF OMAN STUDIES SPECIAL REPORT (No. 2): 273-332.